# جيمس مارشال أونغر
جيمس مارشال أونغر (بالإنجليزية: J. Marshall Unger)‏ هو لغوي أمريكي، ولد في 28 مايو 1947 في كليفلاند في الولايات المتحدة.